# Rockbitch
Rockbitch was een Britse progressieve rockband die bestond uit vijf vrouwen en een mannelijke gitarist. De groep is ontstaan uit voormalige leden van de groep Red Abyss. Drie van de vrouwen zijn lesbisch, twee vrouwen zijn biseksueel.
Rockbitch is meer beroemd om hun podiumact, waarin leden van de band seksuele handelingen uitvoeren, dan om de muziek.

## Leden
Rockbitch bestond uit de volgende leden:
- Amanda Smith-Skinner/The Bitch (bas)
- Lisa Wills/Babe (zang en gitaar)
- Tony Skinner/The Beast (gitaar)
- Julie Worland (zang)
- Joanne Heeley/Jo (drums) (1972-2012)
- Luci (gitaar en 'stage slut')
- Nikki Fay (toetsen)

Amanda/The Bitch wordt gezien als de oprichtster van Rockbitch en de commune waarin zij wonen.
The Beast was het enige mannelijke lid van Rockbitch en was in 1998 tevens als enige man aanwezig tijdens het 'Women only' concert in Paradiso ter ere van de Gay Games in Amsterdam.

## De seks op het podium
De bandleden zweren monogamie af, gebaseerd op een persoonlijke wereldvisie die uitgaat van een vrouwelijk oerprincipe en het (vrouwelijk) orgasme als oerknal:
Creatieve kracht door middel van de seksuele daad.
Ze voegden tijdens optredens dan ook de daad bij het woord en voerden allerlei seksuele daden uit en gooiden een gouden condoom in het publiek. Wie hem ving (man of vrouw), mocht na de show seks hebben met een of meerdere bandleden. Dit om aan te tonen dat ze het niet alleen op het podium over vrije seks hadden, maar het ook echt meenden.
Verder was het Gouden Condoom een expressie van hun Gouden Regel: Veilige Seks voor alles.

## Rockbitch versus de autoriteiten
Hiermee hadden ze in 1997 zoveel aandacht en commotie gegenereerd, dat hun optredens doorgaans overal verboden waren. Een truc om toch op te kunnen treden, was besloten feesten organiseren waarbij het toegangskaartje tevens contributie was voor de fanclub. Dit werd onder andere toegepast in Beursgebouw te Eindhoven. Eindhoven was een persoonlijke victorie nadat de burgemeester officieel te kennen had gegeven geen optreden te zullen tolereren, hetgeen Rockbitch met succes aanvocht.
Ook in München, waar men de bereden oproerpolitie buiten de concerthal stationeerde om te voorkomen dat Rockbitch zou optreden, moesten de autoriteiten uiteindelijk capituleren en een paar weken later speelde Rockbitch daar voor een uitverkochte zaal.
In beide gevallen speelde het publiek een belangrijke rol, zowel mannen als vrouwen protesteerden luidkeels dat als volwassenen zij het recht hadden te kiezen wat zij zouden zien: De show gaf aan voor boven de achttien te zijn, personen die het er niet mee eens waren hadden de keus weg te blijven, maar niet om anderen te veroordelen.

## Optredens en filosofie
De optredens zelf hadden weinig met softe erotiek van doen, het was vooral rechttoe rechtaan seks; Rockbitch geloofde dat het nodig was te laten zien dat vrouwen niet alleen maar lieflijk in bed waren, maar af en toe een goed robbertje zweterige seks nodig hadden, zoals elk gezonddenkend mens volgens hen meerdere seksuele aspecten in zich had. Dit uitte zich in plasseks, vuistseks en seks met voorbinddildo's.
Daarnaast leefden zij hun wereldvisie uit door middel van rituelen op het podium:
Zij droegen altijd een godinnenbeeld met zich mee dat tijdens de concerten een ereplaats op het podium innam; wijn werd over naakte vrouwenlichamen gegoten en gedronken als heilig offer. Dit zorgde vooral in Engeland voor controverse, waar men hen als satanisch betitelde. Rockbitch zelf stelde echter dat het geen satanisme was, maar meer een vorm van aanbidding van het vrouwelijke principe in al haar vormen. De bisschop van Canterbury veroordeelde hen openlijk en probeerde hen zoveel mogelijk het optreden te beletten.
Wat vooral opviel was het publiek: de diversiteit was enorm, mannen en vrouwen uit alle (legale) leeftijdsgroepen bezochten de concerten, al gaven de media er de voorkeur aan te melden dat het voornamelijk hitsige alleenstaande mannen waren die in Rockbitch geïnteresseerd waren.
Bladen zoals muziekblad OOR en lesbisch/biseksueel damesblad Zij aan Zij gaven Rockbitch veel positieve aandacht, waaruit blijkt dat er zowel interesse in de boodschap en de muziek als de vleselijke uitvoering daarvan bestond. Ook het feit dat zij samenleefden in een commune bracht menig journalist ertoe deze groep nader te onderzoeken; een van de bekendste voorbeelden is de documentaire This is Rockbitch van het Engelse Channel 4, die nog steeds regelmatig op televisie herhaald wordt, net zoals in Japan en op het Amerikaanse netwerk HBO.
In Nederland waren het vooral de optredens in Enschede en in Eindhoven die veel bezoekers trokken (3500). Een persoonlijk hoogtepunt was voor Rockbitch een 'Women only' concert tijdens de Gay Games in Amsterdam, waar een 1500 vrouwen sterk publiek hun waardering liet blijken.

## Cd's en video's
Live In Amsterdam (1997; Crystal Rock Syndicate - doCD)
Verder zijn er live/documentaire video's:
Bitchcraft en The Bitch O'Clock News, die bestaan uit liveconcertmuziek en interviews plus een documentaire over hun communale leven.
Tot zover hebben ze 1 officieel studioalbum op hun naam staan: Motor Driven Bimbo ('99 Steamhammer/SPV). Dit album verkreeg veel positieve reportages en meerdere muziekbladen stelden vast dat, wat Rockbitch ook deed op het podium, hun muzikale talent onmiskenbaar was.

### Discografie
- Red Abyss - Luci's Love Child (1992)
- Rockbitch Live In Amsterdam (1997)
- Motor Driven Bimbo (1999)

### Documentaires en live-concerten
- Bitchcraft (1997)
- Sex, Death and Magick (2002)
- This is Rockbitch (2003)

## Het einde van Rockbitch
Na Motor Driven Bimbo verbrak hun platenmaatschappij het contract (dat voor drie albums zou zijn) met de band, omdat Rockbitch de seksualiteit niet uit hun optredens wilde bannen. Een tweede voorbeeld dat, hoe men het ook interpreteert, zijzelf beslist achter hun show en levensbeschouwing stonden.
Zij bleven optreden en breidden hun podiumact uit met twee 'Sex Magick Priestesses', Kali en Chloe en voor korte tijd Erzulie, die de seksuele rituelen uitvoerden. De originele Stage-Slut Luci nam de plaats over van de mannelijk gitarist, zodat de band voor de laatste vier of vijf jaar uitsluitend uit vrouwen bestond.
Uiteindelijk besloten zij unaniem in 2002 een punt achter de publieke uitleving van hun ideeën te zetten.
Zij brachten een laatste docu-video uit: SexDeathMagick; live beelden afgewisseld met seksuele rituelen zoals zij die in hun commune vorm gaven.
De Channel 4-documentaire was aanwezig bij hun laatste concert in de Marrs Bar in Worcester, Engeland.
Rockbitch gaf te kennen na zo lang op de barricades te hebben gestaan voor waar zij het meest in geloofden, het nu tijd was om zich wat meer naar binnen te richten.

## Rockbitch en MT-TV
Na Rockbitch wordt MT-TV opgericht, bestaande uit Krow (Julie), Fuse (Amanda/The Bitch), Jo, Alex (Babe), Brooke (Luci), Nikki en de drie achtergrondzangeressen: The Stereotypes. Als MT-TV toeren zij drie jaar door Amerika, iets wat (vanwege hun controversiële karakter) niet mogelijk was als Rockbitch. MT-TV heeft veel succes en heeft veel fans in Amerika. In 2009 keren zij terug naar Europa, waarna zij bekendmaken dat MT-TV eigenlijk Rockbitch is.

## De dood van drummer Jo
Op 11 januari 2012 overleed Jo Heeley, drummer van Rockbitch, MT-TV en Syren, na zes maanden aan borstkanker te hebben geleden. Zij was omringd door haar familie en de groep, die als commune volgens dezelfde principes bleef samenleven.